# 22995 Allenjanes
22995 Allenjanes este un asteroid din centura principală de asteroizi.

## Descriere
22995 Allenjanes este un asteroid din centura principală de asteroizi. A fost descoperit pe 4 noiembrie 1999 la Socorro, New Mexico, în cadrul proiectului LINEAR. Asteroidul prezintă o orbită caracterizată de o semiaxă mare de 2,78 ua, o excentricitate de 0,08 și o înclinație de 4,4° în raport cu ecliptica.